# Jesús de Miguel Lancho
Jesús de Miguel Lancho (Badajoz, 1904 - Ciutat de Mèxic, 1962) fou un metge pediatre, professor universitari i polític republicà espanyol.
Membre d'Izquierda Republicana, va ser triat diputat a Corts en les eleccions generals de 1936 dins de la candidatura del Front Popular. Després de la Guerra Civil es va exiliar al Regne Unit per passar a la dècada de 1940 a Mèxic, on va ser professor de la Universitat Nacional Autònoma de Mèxic (UNAM) i pioner al país asteca en la rehidratació dels nens amb transfusions de plasma i sang.